# Iglesia de San Pedro Apóstol (Buñol)
La iglesia de San Pedro Apóstol es un templo católico situado en la plaza del Pueblo de Buñol (Valencia, España). Data del siglo XVIII y es representativa del necolasicismo valenciano de la Academia de San Carlos. Está catalogada como Bien de Relevancia Local, con identificador número 46.18.077-001.

## Estructura y descripción
El templo actual se construyó a lo largo del segundo tercio del siglo XVIII (durante el reinado de Carlos III), sin que se conozcan fechas concretas. No se conserva nada de la primitiva fachada, a excepción de la portada, flanqueada por dos pares de pilastras corintias sobre zócalo y dos columnas sobrepuestas a las pilastras. La línea del entablamento presenta alteraciones de resalte, correspondiendo a las columnas exentas que soportan un frontón de inspiración romana. El remate está conformado por unos florones.
El interior del templo es espacioso y se compone de planta de tres naves. La nave central se compone de cuatro tramos y se cubre con bóveda de cañón. La decoración está dominada principalmente por el orden corintio de las columnas adosadas que flanquean los arcos de las capillas laterales. Los fustes, elevados sobre un extendido plinto, presentan decoración rococó que da luego pasó a un estriado ligeramente helicoidal. Todas las capillas laterales están cubiertas con cúpula gallonada por lunetos con ventanas. La capilla mayor no tiene decoración, sino que presenta únicamente una hornacina con la imagen del titular de la parroquia, san Pedro Apóstol. Está realizada en madera policromada y data del siglo XX. En el interior de la sacristía se conserva una pila de mármol con frontis de rocalla, del siglo XVIII.
Sobre el crucero del templo se levanta una elevada cúpula de media naranja sobre tambor, con ocho ventanas. El interior está decorado con casetones pintados, que evocan la decoración del Panteón y, al carecer de linterna, se incluyó un óculo pintado, que imita los rompimientos de gloria. En las pechinas se incluyen escenas al fresco de la vida de Pedro Apóstol, obra de Luis de Planes. Al exterior, la cúpula está cubierta de la teja vidriada azul.